# Administracja Prezydenta Republiki Białorusi
Administracja Prezydenta Republiki Białorusi (biał. Адміністрацыя Прэзідэнта Рэспублікі Беларусь; ros. Администрация президента Республики Беларусь) – organ rządowy zapewniający działalność Prezydenta Republiki Białorusi i monitorujący wykonywanie jego decyzji. Urząd podlega bezpośrednio prezydentowi. Powstał na podstawie z art. 84 Konstytucji Białorusi z 1994.

## Zadania
Administracja Prezydenta Republiki Białorusi zapewnia wykonywanie uprawnień prezydenta w obszarach polityki personalnej, stanowienia prawa, polityki społeczno-gospodarczej i polityki zagranicznej. Przygotowuje projekty ustanawianych przez prezydenta aktów prawnych oraz monitoruje wykonywanie jego decyzji. W jej gestii znajduje się także wsparcie organizacyjne, informatyczne, ekspercko-analityczne i prawne działalności prezydenta.
Odpowiada ponadto za kontakty prezydenta z innymi organami władzy państwowej, sądowniczej i samorządowej, a także za kontakty z obywatelami i mediami.
Na podstawie ustaw lub decyzji prezydenta Administracji Prezydenta Republiki Białorusi mogą być również określane inne zadania.

## Zarząd
Obecnie w skład kierownictwa Administracji Prezydenta Republiki Białorusi wchodzą:
- szef Administracji Prezydenta Republiki Białorusi - Dzmitry Krutoi
- pierwszy zastępca szefa Administracji Prezydenta Republiki Białorusi - Natalla Piatkiewicz
- zastępca szefa Administracji Prezydenta Republiki Białorusi - Wolha Czuprys
- zastępca szefa Administracji Prezydenta Republiki Białorusi - Aliaksandr Yahorau
- zastępca szefa Administracji Prezydenta Republiki Białorusi - Uladzimir Piartsou